# Бруно Перес
Бруно Перес (порт. Bruno Peres, нар. 1 березня 1990, Сан-Паулу) — бразильський футболіст, захисник клубу «Атлетіку Паранаенсі».

## Ігрова кар'єра
Народився 1 березня 1990 року в місті Сан-Паулу. Вихованець футбольного клубу «Аудакс Сан-Паулу». У 2010-2011 роках виступав за клуб в Серії A2 Ліги Пауліста, зігравши 26 матчів, в яких забив 2 голи. Також здавався в оренду в клуби Серії B (2-й дивізіон чемпіонату Бразилії) «Брагантіно» та «Гуарані».
Влітку 2012 року відправився в оренду в «Сантос». До кінця року зіграв 25 матчів і забив 2 голи у вищому дивізіоні чемпіонату Бразилії, а також став переможцем Рекопи Південної Америки, після чого клуб викупив Переса у «Аудакса». Проте з приходом 2013 року у команду Сісіньйо, Перес перестав стабільно виходити на поле і став дублером.
16 червня 2014 року перейшов в італійський «Торіно». Дебютував за туринців 21 вересня 2014 року в матчі проти «Верони» у 3-му турі італійської Серії A і відразу став основним гравцем, відігравши за туринський клуб два сезони.
16 серпня 2016 року відправився в оренду в «Рому». Дебютував за римлян 20 серпня 2016 року в 1-му турі Серії A проти «Удінезе». У сезоні 2016/17 зіграв 30 матчів і забив 2 голи в Серії А, після чого влітку 2017 року «Рома» викупила права на Переса за € 15 млн. Протягом двох сезонів відіграв за «вовків» 48 матчів в національному чемпіонаті.
Влітку 2018 року повернувся на батьківщину, де на умовах оренди приєднався до «Сан-Паулу». Провів за цю команду 29 ігор в усіх турнірах до вересня 2019 року, після чого до завершення року перебував в оренді в іншій бразильській команді, «Спорт Ресіфі».
На початку 2020 року повернувся до «Роми».

## Статистика виступів

### Статистика клубних виступів
Станом на 3 жовтня 2020 року
| Сезон                 | Команда               | Чемпіонат             | Чемпіонат | Чемпіонат | Національний кубок | Національний кубок | Національний кубок | Континентальні кубки | Континентальні кубки | Континентальні кубки | Інші змагання | Інші змагання | Інші змагання | Усього | Усього |
| Сезон                 | Команда               | Ліга                  | Ігор      | Голів     | Ліга               | Ігор               | Голів              | Ліга                 | Ігор                 | Голів                | Ліга          | Ігор          | Голів         | Ігор   | Голів  |
| --------------------- | --------------------- | --------------------- | --------- | --------- | ------------------ | ------------------ | ------------------ | -------------------- | -------------------- | -------------------- | ------------- | ------------- | ------------- | ------ | ------ |
| 2010                  | «Аудакс Сан-Паулу»    | -                     | -         | -         | -                  | 0                  | 0                  | -                    | 0                    | 0                    | ЛП A2         | 10            | 0             | 10     | 0      |
| 2010                  | «Брагантіно»          | B (ІІ)                | 6         | 1         | -                  | 0                  | 0                  | -                    | 0                    | 0                    | -             | -             | -             | 6      | 1      |
| 2011                  | «Аудакс Сан-Паулу»    | -                     | -         | -         | -                  | -                  | -                  | -                    | -                    | -                    | ЛП A2         | 16            | 2             | 16     | 2      |
| 2011                  | «Гуарані»             | B (ІІ)                | 13        | 0         | -                  | -                  | -                  | -                    | -                    | -                    | -             | -             | -             | 13     | 0      |
| 2012                  | «Гуарані»             | B (ІІ)                | 3         | 0         | -                  | -                  | -                  | -                    | -                    | -                    | ЛП            | 17            | 0             | 20     | 0      |
| 2012                  | «Сантус»              | A                     | 25        | 2         | -                  | -                  | -                  | -                    | -                    | -                    | РПА           | 2             | 0             | 27     | 2      |
| 2013                  | «Сантус»              | A                     | 11        | 1         | КБ                 | 1                  | 0                  | -                    | -                    | -                    | ЛП            | 18            | 0             | 30     | 1      |
| 2014                  | «Сантус»              | A                     | 2         | 0         | КБ                 | 1                  | 0                  | -                    | -                    | -                    | ЛП            | 7             | 1             | 10     | 1      |
| 2014–15               | «Торіно»              | A                     | 34        | 3         | КІ                 | -                  | -                  | ЛЄ                   | -                    | -                    | -             | -             | -             | 34     | 3      |
| 2015–16               | «Торіно»              | A                     | 31        | 3         | КІ                 | 2                  | 0                  | -                    | -                    | -                    | -             | -             | -             | 33     | 3      |
| 2016–17               | «Торіно»              | A                     | -         | -         | КІ                 | 1                  | 1                  | -                    | -                    | -                    | -             | -             | -             | 1      | 1      |
| Усього за «Торіно»    | Усього за «Торіно»    | Усього за «Торіно»    | 65        | 6         |                    | 3                  | 1                  |                      | -                    | -                    |               | -             | -             | 68     | 7      |
| 2016–17               | «Рома»                | A                     | 30        | 2         | КІ                 | 4                  | 0                  | ЛЧ+ЛЄ                | 1+9                  | 0                    | -             | -             | -             | 44     | 2      |
| 2017–18               | «Рома»                | A                     | 18        | 0         | КІ                 | 1                  | 0                  | ЛЧ                   | 6                    | 0                    | -             | -             | -             | 25     | 0      |
| черв.-груд. 2018      | «Сан-Паулу»           | ЛП+A                  | - + 19    | - + 1     | КБ                 | -                  | -                  | ПАК                  | 2                    | 0                    | -             | -             | -             | 21     | 1      |
| 2019                  | «Сан-Паулу»           | A1/ЛП+A               | 6+0       | 0+0       | КБ                 | 0                  | 0                  | КЛ                   | 2                    | 0                    | -             | -             | -             | 8      | 0      |
| Усього за «Сан-Паулу» | Усього за «Сан-Паулу» | Усього за «Сан-Паулу» | 6+19      | 1         |                    | 0                  | 0                  |                      | 4                    | 0                    |               | -             | -             | 29     | 1      |
| вер.-груд. 2019       | «Спорт Ресіфі»        | B                     | 1         | 0         | CB                 | -                  | -                  | -                    | -                    | -                    | -             | -             | -             | 1      | 0      |
| січ.-черв. 2020       | «Рома»                | A                     | 16        | 2         | КІ                 | 2                  | 0                  | ЛЄ                   | 1                    | 0                    | -             | -             | -             | 19     | 2      |
| 2020–21               | «Рома»                | A                     | 1         | 0         | КІ                 | 0                  | 0                  | ЛЄ                   | 0                    | 0                    | -             | -             | -             | 0      | 0      |
| Усього за «Рому»      | Усього за «Рому»      | Усього за «Рому»      | 65        | 4         |                    | 7                  | 0                  |                      | 17                   | 0                    |               | -             | -             | 89     | 4      |
| Усього за кар'єру     | Усього за кар'єру     | Усього за кар'єру     | 284       | 18        |                    | 12                 | 1                  |                      | 21                   | 0                    |               | 2             | 0             | 319    | 19     |

## Титули і досягнення
- Переможець Рекопи Південної Америки (1):

«Сантус»: 2012
- Чемпіон Туреччини (1):

«Трабзонспор»: 2021-22
- Володар Суперкубка Туреччини (1):

«Трабзонспор»: 2022